# Хор, Эндрю Кит
Эндрю Кит Хор (англ. Andrew Keith Hore, родился 13 сентября 1978 года в Данидине) — новозеландский профессиональный регбист, выступавший на позиции хукера. Известен по выступлениям за команды Супер Регби «Харрикейнз», «Хайлендерс» и «Крусейдерс», за команды провинций Отаго, Таранаки и Саутленда в Кубке Mitre 10 и в составе сборной Новой Зеландии, с которой в 2011 году выиграл чемпионат мира, а всего выступал с 2002 по 2013 годы, проведя 83 матча. Лауреат премии Келвина Тремейна как лучший игрок года в Новой Зеландии. По профессии вне регби — фермер, занимается разведением овец в Отаго; все заработанные за время выступления в профессиональном регби средства Хор вложил в эту ферму.

## Регбийная карьера

### Кубок ITM и Кубок Mitre 10
Хор дебютировал за команду провинции Отаго в 1998 году, где также выступали игроки национальной сборной — Энтон Оливер и Том Уиллис. в 2001 году перешёл в «Таранаки», где выступал до 2012 года. Перед переходом в команду Таранаки Эндрю был всё ещё регбистом-любителем, но осознавал, что ему нужно будет в таком случае переквалифицироваться в профессионалы. Отец убедил его, чтобы Эндрю продолжил профессиональную карьеру и показал всё, на что способен. В 2014 и 2016 году провёл по одному матчу за команды Саутленда и Отаго соответственно, причём Отаго он помог выйти в финал Кубка Mitre 10. По состоянию на июнь 2017 года Хор выступал в любительском клубе «Маниотого Мэгготс» (англ. Maniototo Maggots) как играющий тренер. За эту команду Хор играл и прежде ещё в 2011 году, успев сыграть 6 матчей перед Кубком мира.

### Супер Регби
В Супер Регби Хор дебютировал в 2001 году в составе «Крусейдерс», выйдя на замену. В 2002 году он перешёл в клуб «Харрикейнс», с которым провёл 106 игр и набрал 95 очков. Результативность Хоар была достаточно высокой: в 2006 году в игре против «Чифс» он занёс три попытки. В 2008 году благодаря блестяще проведённому сезону он был удостоен приза лучшего регбиста года в Новой Зеландии — приза имени Келвина Тремейна. За свою карьеру Хор получал неоднократно предложения от разных зарубежных клубов с обещанием баснословной зарплаты, но всякий раз отказывался, поскольку не собирался гнаться за контрактами со многомиллионными суммами. В 2011 году по решению тренера Марка Хэмметта со скандалом был исключён из состава клуба, поскольку не мог найти с тренером общий язык. Хор ушёл в «Хайлендерс», с которым играл до 2013 года. По окончании сезона 2013 года завершил профессиональную карьеру и ушёл работать на свою ферму.

### В сборной
Хор начинал играть на уровне сборных за команду до 16 лет, сборную средних школ и молодёжную сборную до 21 года, которая известна как «Нью Зиленд Кольтс» (англ. New Zealand Colts). Хор играл за сборную в течение 11 лет, с 2002 по 2013 годы, проведя 83 игры (из них 47 начал в стартовом составе, а в 36 выходил на замену) и набрав 40 очков. Дебютная для Эндрю игра состоялась 9 ноября 2002 года в Лондоне против Англии в рамках осеннего турне. Однако в связи с жёсткой конкуренцией, которую составляли не только известные ему Энтон Оливер и Том Уиллис, но и Марк Хэмметт, Кевин Меаламу и Кори Флинн, Хор числился только в резерве: из 25 первых тест-матчей только 7 он начинал в стартовом составе, выходя в остальных на замену. В 2006 году он участвовал с командой в Кубке трёх наций, через год ездил на чемпионат мира во Франции. В 2008 году благодаря игре в Супер 14 он вошёл в заявку сборной на Кубок трёх наций, сменив в основном составе Кевина Меаламу, однако в конце года в тест-матче против Австралии в Гонконге он получил перелом голени. В 2010 году из-за травмы он снова пропустил часть сезона, но вместе с Меаламу продолжать играть ключевую роль в сборной: оба дополняли друг друга. В 2011 году включён в состав сборной на домашний чемпионат мира, который новозеландцы выиграли: Эндрю на правах капитана провёл матч группового этапа против Канады в связи с тем, что и Ричи Маккоу, и Дэн Картер из-за травм не могли играть.
24 ноября 2012 года в игре против Уэльса, завершавшей европейское турне «Олл Блэкс», Хор произвёл запрещённый захват валлийского лока Брэдли Дэвиса, схватив его за голову, однако судья даже не показал красную карточку. Уже после игры Хор был дисквалифицирован на 5 недель — вплоть до Нового года. Пострадавшего Дэвиса увезли в больницу с поля с подозрением на сотрясение головного мозга. 24 ноября 2013 года Хор завершил карьеру в новозеландской сборной, сыграв против Ирландии в Дублине. «Олл Блэкс», обыграв Ирландию, установили уникальный рекорд в истории национальной сборной — впервые с эпохи профессионализма новозеландцы не потерпели ни одного поражения за календарный год (всего было проведено 14 матчей, в 9 из которых участвовал Хор). Всего в 28 играх с его участием новозеландцы остались непобеждёнными: тем самым Эндрю Хор побил рекорд Алана Уэттона, который с 1984 по 1990 годы участвовал в 25 победных для «Олл Блэкс» встречах. Несмотря на разговоры о возможном приглашении Хора в состав сборной на Кубок мира 2015 года, Хор решил уступить дорогу молодым игрокам. В 2014 году Хор провёл под руководством Дина Райана матч в составе звёздного клуба «Барбарианс», в 2015 году сыграл в сборной мира против ЮАР 11 июля 2015 года (поражение 10:46), а также был включён в заявку сборной ветеранов, известной как «Классик Олл Блэкс», на матч против французского «Тулона» в память о Джерри Коллинзе.

### Стиль игры
Хор известен как один из наиболее долгоиграющих нападающих сборной Новой Зеландии. Это жёсткий хукер, агрессивно играющий в раке и моле, а также точный при розыгрыше коридоров игрок. Его мощь в розыгрыше схваток и упорство при моле позволили ему стать одним из самых результативных хукеров в клубе и сборной. Лидерские качества позволили ему стать игроком основы «Олл Блэкс» и сыграть один матч за сборную в качестве капитана.

## Проблемы с законом
В 2005 году Хор и ещё двое человек были осуждены за браконьерство и оштрафованы на 2500 новозеландских долларов каждый: они подстрелили охраняемого законодательством Новой Зеландии морского котика. Судья Ролло, рассматривавший это дело, назвал совершённые Хором деяния «крайне безответственным и спонтанным хулиганством». По словам Ролло, отягчающими обстоятельствами преступления стали количество выстрелов, присутствие посторонних и территория, где вообще запрещался любой промысел. В 2015 году Хор также признал себя виновным в том, что передал ружьё лицу, не обладавшему лицензией на хранение огнестрельного оружия.

## Личная жизнь
Эндрю провёл детство на ферме Стоунхендж по разведению овец, недалеко от Патеароа, в районе Маниотото (регион Отаго). Он — потомственный фермер-овцевод (семья разводила овец с 1910 года). Жена — Фрэнсин, вместе с которой он управляет фермой. Со своей супругой он познакомился во время перелёта в составе «Харрикейнз» и рассказал, что работает фермером. Чтобы оставаться со своей семьёй и управлять фермой, Хор отклонял предложения многих зарубежных команд. Есть сын Тайрелл, который любит играть в регби и которого Эндрю считает своим преемником в плане управления фермой, и дочь Эсме, склонная больше к хоккею на траве. Есть старший брат Чарли, также регбист, который помогает ему в ведении дел на ферме.
По словам Хора, одним из его соседей является врач «Олл Блэкс» Пит Галлахер, который дважды в неделю приезжал на игры клуба из Маниотоло и проверял состояние игроков.